# Праведник Андрій Іванович
Андрій Іванович Праведник (3 серпня 1966, Київ) — український дипломат. Генеральний консул України в Чикаго (США) (2012—2015). Надзвичайний і Повноважний Посол України в Республіці Кенія (2018—2025). Надзвичайний і Повноважний Посол України в Танзанії за сумісництвом (2021—2025) і Руанді (2021—2024).

## Життєпис
Народився 3 серпня 1966 року у Києві. У 1993 році закінчив Московський державний інститут міжнародних відносин, факультет міжнародного права, відділення міжнародного публічного права, юрист-міжнародник. Вільно володіє англійською та російською мовами, має базові знання французької.
У 1992—1994 рр. — аташе, третій секретар Договірно-правового управління Міністерства закордонних справ України. Член комісії для підготовки пропозицій щодо реалізації Ямбурзьких угод.
У 1994—1998 рр. — третій секретар Посольства України у Сполученому Королівстві Великої Британії та Північної Ірландії.
У 1998—2001 рр. — перший секретар, радник Договірно-правового департаменту Міністерства закордонних справ України.
У 2001—2003 рр. — Начальник відділу міжнародного публічного права Договірно-правового департаменту МЗС України.
У 2003—2007 рр. — Заступник керівника місії, радник Посольства України в Королівстві Нідерландів.
У 2008—2010 рр. — Заступник Директора Департаменту Європейського Союзу Міністерства закордонних справ України. Член делегації України для участі у переговорах між Україною та Європолом щодо підготовки проекту Угоди між Україною та Європолом про стратегічне співробітництво. Член делегації України для участі у переговорах з Європейською Комісією щодо участі України у Сьомій рамковій програмі Європейського Союзу з досліджень і технологічного розвитку.
У 2010—2012 рр. — Радник-посланник Посольства України в США, Керівник економічного відділу.
З 22 листопада 2012 року — Генеральний консул України в Чикаго (США)
У складі делегацій України неодноразово брав участь у сесіях Генеральної Асамблеї ООН, ІМО, Гаазької конференції з міжнародного приватного права та ОЗХЗ, у засіданнях Міжнародного Суду ООН, а також у засіданнях робочих органів Україна-ЄС.
З 21 вересня 2018 року — Надзвичайний і Повноважний Посол України в Республіці Кенія.
З 4 березня 2019 року — Постійний представник України при Програмі Організації Об'єднаних Націй з навколишнього середовища (ЮНЕП) та Постійний представник України при Програмі Організації Об'єднаних Націй з населених пунктів (ООН-Хабітат).
З 6 жовтня 2021 по 21 грудня 2024 року — Надзвичайний і Повноважний Посол України в Республіці Руанда за сумісництвом.
21 липня 2025 року був звільнений з посад посла України в Кенії, Танзанії та представника у ЮНЕП та ООН-Хабітат.

## Дипломатичний ранг
- Надзвичайний і Повноважний Посланник України ІІ класу (2009)
- Надзвичайний і Повноважний Посланник України І класу (2020)[10]

## Нагороди та відзнаки
- Подяка Президента України (2002).